# Eperjes-Tarnówer Bahn
Die Eperjes-Tarnówer Bahn, ungarisch Eperjes-Tarnówi Vasút war eine Eisenbahngesellschaft in Ungarn, deren Bahngebiet in der heutigen Slowakei liegt. Sie war Eigentümer und Betreiber der Bahnstrecke Eperjes–Landesgrenze nächst Orló (heute: Prešov–Orlov) in Oberungarn.

## Geschichte
Erste Pläne für den Bau einer Eisenbahn zwischen Ungarn und Galizien sahen zunächst den Bau einer Strecke über den Duklapass vor, was jedoch nicht realisiert wurde. Später favorisierte die ungarische Regierung den Bau einer Strecke zwischen Eperjes und Tarnov durch das Popradtal, die am 30. Mai 1870 gesetzlich fixiert wurde. Nach einer öffentlichen Ausschreibung bewarben sich sieben Bieter für den Bau, von denen die Wiener Union-Bank den Zuschlag erhielt. 
Die Union-Bank erhielt am 12. Mai 1871 die Konzession für den ungarischen Abschnitt von Eperjes bis zur Landesgrenze. Die Konzession sah eine Baufrist von 23 Monaten vor. Gesetzlich vorgeschrieben war der Bau einer eingleisigen Strecke auf zweigleisigem Planum. Der Konzessionär war zum zweigleisigen Ausbau verpflichtet, wenn das jährliche Reinerträgnis acht Prozent des Grundkapitals überstieg.
Am 1. Oktober 1871 schloss die Union Bank mit dem Unternehmer Oskar Pongrátz einen Bauvertrag. Es wurde auch eine Aktiengesellschaft namens Ungarischer Teil der Eisenbahn Prešov-Tarnów gegründet, deren Statuten am 24. Februar 1872 von der Regierung genehmigt wurden. Die Bank übertrug der Gesellschaft die Konzessionsrechte und den Bauvertrag. Das Kapital der Gesellschaft betrug insgesamt 7.154.983 Gulden zu je 14.284 Stück Aktien mit einem Nennwert von 200 Gulden.
Der Bau der Strecke wurde am 10. Juni 1871 genehmigt und der Fertigstellungstermin wurde auf den 18. April 1873 festgelegt. Die Baufirma Oskar Pongrátz hielt die Baufrist ein und die Strecke wurde am 3. April 1873 fertiggestellt. Am 1. Mai 1873 wurde sie eröffnet. Die Betriebsführung übernahmen die Königlich Ungarischen Staatseisenbahnen (MÁV) für Rechnung der Eigentümer.
Die österreichische Anschlussstrecke bis Tarnów ging am 18. August 1876 in Betrieb. 
Am 8. April 1876 fusionierte die Eperjes-Tarnówer Bahn mit der benachbarten Kaschau-Oderberger Bahn / Kassa-Oderbergi Vasút (KsOd). Die Fusion wurde am 11. Juni 1879 rechtskräftig. Zum 1. Juli 1879 wurde die Eperjes-Tarnówer Bahn als eigenständiges Unternehmen aufgelöst. Für acht Aktien der Eperjes-Tarnówer Bahn erhielten die Aktionäre neun der KsOd. Die Betriebsführung ging nach der Fusion von den MÁV auf die KsOd über. 
Nach der Verstaatlichung der KsOd im Jahr 1921 gehörte die Strecke zum Netz der Tschechoslowakischen Staatsbahnen (ČSD). Heute wird sie vom staatlichen slowakischen Eisenbahninfrastrukturunternehmen Železnice Slovenskej republiky (ŽSR) betrieben.

## Lokomotiven
| Namen                              | Anzahl | Hersteller        | Baujahr | Fabrik-Nr. | Achsformel | KsOd-Nr. | ČSD-Nr.         |
| TARCZA POPRAD TARKA SZEBEN HÉTHÁRS | 5      | Sigl/Wr. Neustadt | 1870/71 | 1636–1640  | C n2       | 201–205  | 313.335–313.339 |